# Gabriel Falkenberg (1685–1756)
Gabriel Falkenberg af Trystorp, född 28 november 1685 i Riddarholmens församling, Stockholm, död 22 augusti 1756 i Hassle församling, Skaraborgs län, var en svensk friherre, hovmarskalk och landshövding.

## Biografi
Gabriel Falkenberg af Trystorp föddes 1685 i Riddarholmens församling, Stockholm. Han var son till lantmarskalken Henrik Falkenberg af Trystorp och friherrinnan Christina Maria Kruse af Kajbala. Falkenberg blev 8 december 1703 student vid Uppsala universitet och blev 1713 kammarherre hos riksänkedrottningen Hedvig Eleonora. Han blev 26 juni 1731 hovmarskalk och upphöjdes 17 april 1733 till friherre Falkenberg af Trystorp. Falkenberg blev 3 november 1735 landshövding i Skaraborgs län och utnämndes 16 april 1748 till riddare av Nordstjärneorden, samt 1748 till kommendör av Nordstjärneorden. Han tog 6 juni 1748 avsked från befattningen som landshövding. Falkenberg avled 1756 på Börstorp i Hassle socken och begravdes i sin farfars grav i Hassle kyrka.
Ätten Falkenberg af Trystorp introducerades av sönerna 1775 i Sveriges Riddarhus som nummer 255, jämte riksrådet Conrad Falkenbergs levande avkomlingar, vilka 15 juli 1772 blivit adopterade friherrar, undantagandes löjtnanterna Conrad och Sten Falkenberg, vilka inte synes ha emottagit denna högre adliga värdighet.
Hustrun och Falkenberg skänkte en mässhake och altarduk till Blacksta kyrka.

### Egendomar
Falkenberg ägde egendomarna Lagmansö i Vadsbro socken, Börstorp i Hassle socken, samt Odensviholm och Ogestad i Odensvi socken. Han ägde även Skagersholms herrgård.

### Familj
Falkenberg gifte sig 31 mars 1715 med grevinnan Beata Margareta Douglas (1694–1773), dotter till landshövdingen greve Gustaf Douglas i Västerbottens län och grevinnan Beata Margareta Stenbock. De fick tillsammans barnen landshövdingen Gabriel Falkenberg (1716–1782), Eva Falkenberg (född 1717), Beata Falkenberg (född 1718), Christina Maria Falkenberg (1720–1760) som var gift med sin syssling kammarherren friherre Carl Gustaf Wrangel af Ludenhof, översten Henrik Falkenberg (1721–1777), Ulrika Eleonora Falkenberg (1722–1789) som var gift med landshövdingen greve Fredrik Gustaf Spens, hovfröken Fredrika Falkenberg som var gift med landshövdingen greve Ulrik Gustaf De la Gardie, överstelöjtnanten Conrad Flakenberg (1726–1766) vid Bohusläns dragonregemente, kaptenen Carl Magnus Falkenberg (1729–1774), majoren Melker Falkenberg (1730–1819) och Hedvig Charlotta Flakenberg (född 1735).

## Utmärkelser
- 1748 – Riddare av Nordstjärneorden.[2]
- 1748 - Kommendör av Nordstjärneorden.[2]